# أسطقس الأس (كتاب)
أسطقس الأس كتاب لجابر بن حيان في الصنعة وهو على ثلاثة: أسطقس الأس الأول على رأي الفلاسفة وأسطقس الأس الثاني على رأي الديانة وأسطقس الأس الثالث (على رأي أهل الصناعة) ومطلعه وهذا الرأي العلمي الذاتي لجابر بن حيان اهـ.

## الموضوع
قال ابن حيان عن الكتاب الثالث وبعد فإني قد وضعت كتابي هذا وسميته كتاب أسطقس الأس، وغرضي فيه أن أذكر الأحجار التي منها تكون الصنعة وقال والأسطقس في لغة اليونانيين هو الأساس من البنيان اهـ وقال هو الشيء الذي تنحل إليه الأشياء كلها ومنه تتركب أيضا اهـ ثم قال وكل واحد من الأركان الأربعة أسطقس وقد ذكرت الأركان كلها على اختلاف مقالات الناس فيها في هذا الكتاب فهو حقيق بهذا الاسم أعني أسقطس الأس؛ لأنه جامع التحليل والتركيب لأجزاء الإكسير. وأما الأس فهو الأصل، وهو الكتاب الذي هذا الكتاب أسطقس له ونحن نشرح له حاله في موضعه من ذلك فليؤخذ منه فقد دللنا غرضنا في كتابنا هذا، وفي غيره من سائر الكتب المائة والإثني عشر اهـ.

## تفسير كتاب الأسطقس
ولابن حيان تفسير لكتابه هذا، تفسير كتاب الأسطقس، وكتاب آخر في الأحجار على رأي بليناس وكتاب القول في علم الصنعة.